# Micromelo undatus
Micromelo undatus és una espècie poc comuna de caragol de mar petit o caragol bombolla, un mol·lusc gastròpode opistobranquis marí de la família dels Aplustridae.

## Distribució
Aquesta espècie es troba al Carib, Florida, Costa Rica, Panamà, Bermudes, Brasil, Illes de Cap Verd, Illes Canàries, Illa de l'Ascensió, Oceà Atlàntic oriental, Sud-àfrica, Japó, Tailàndia, Bali i Hawaii.

## Descripció

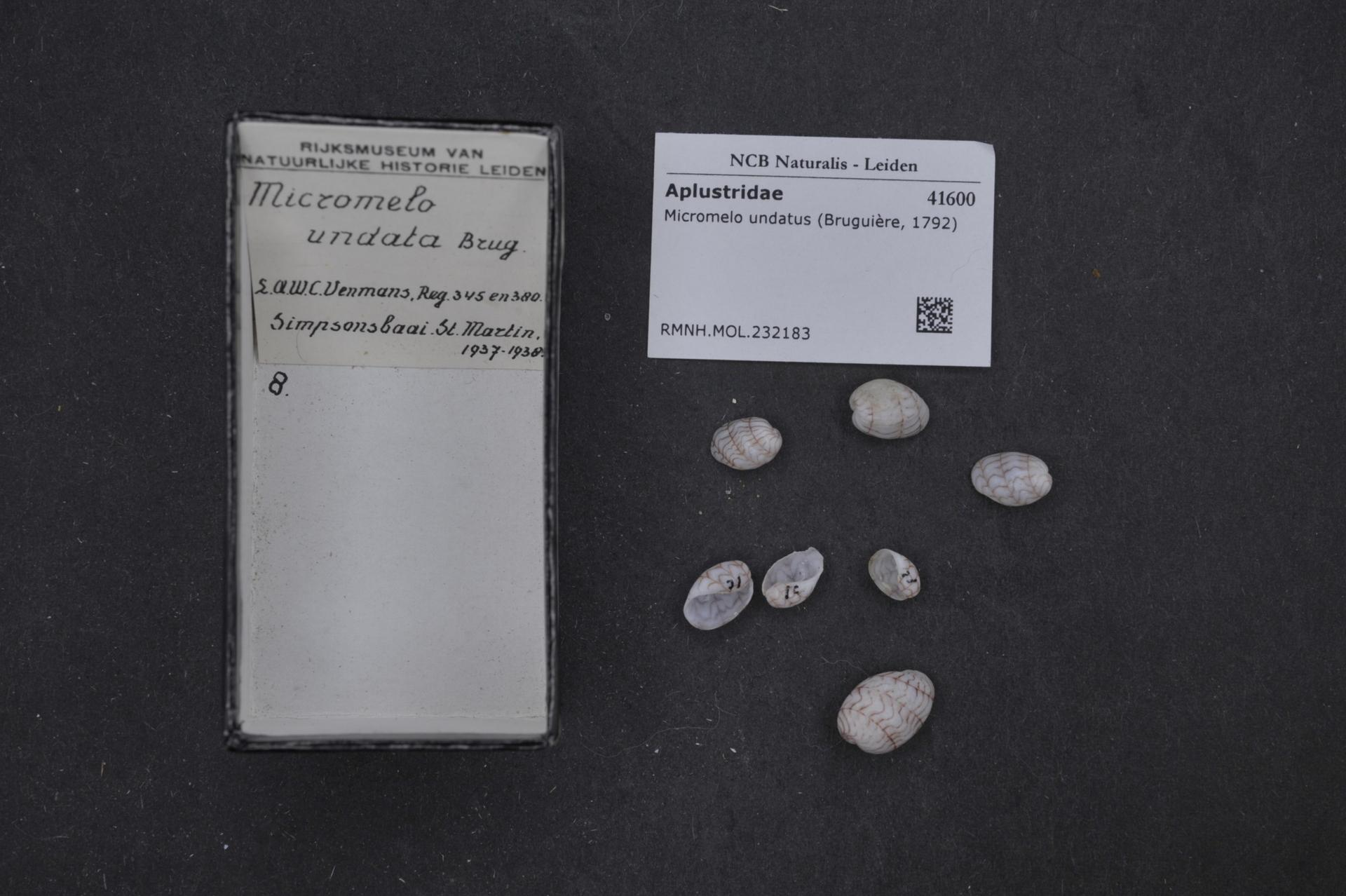
Petxines de Micromelo undatus

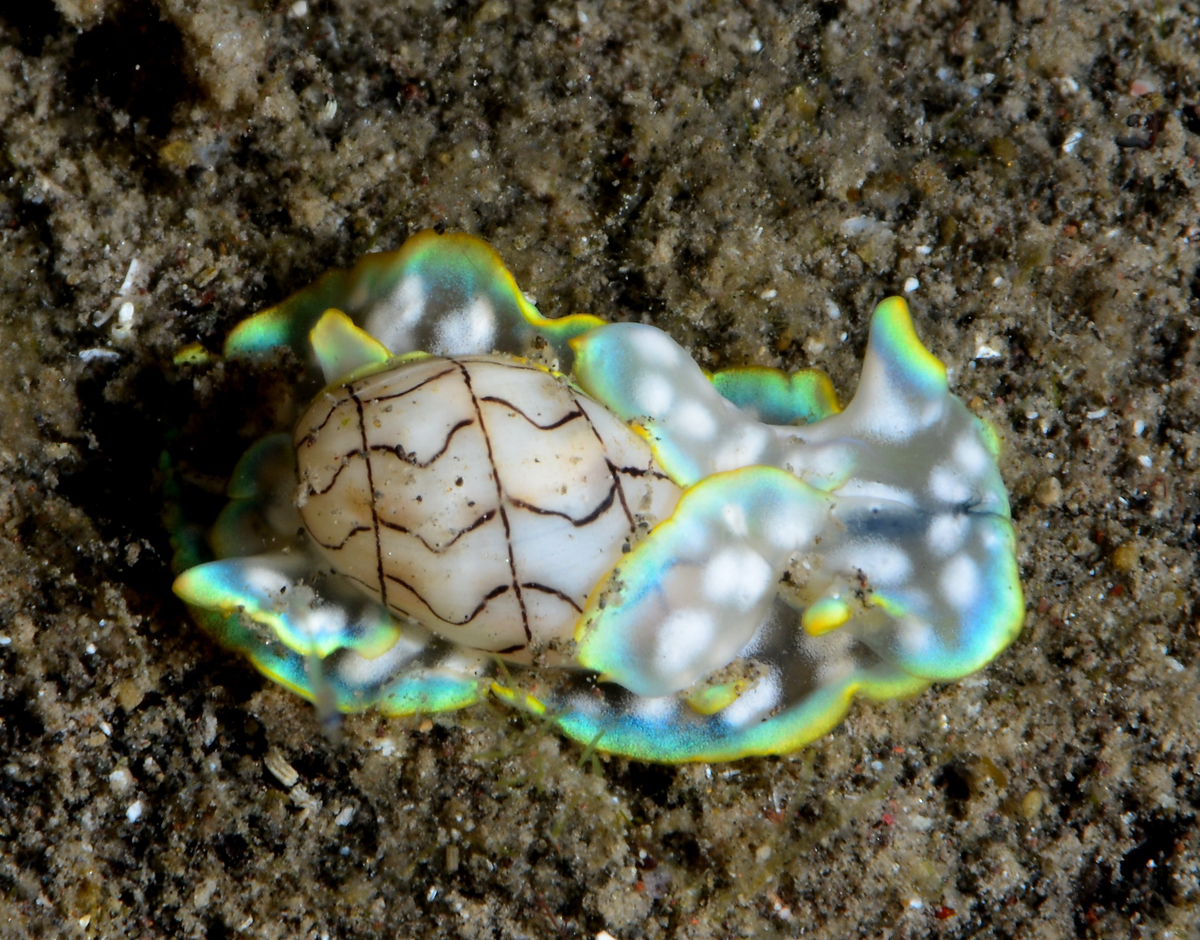
Micromelo undatus d'esquerra a dreta

La closca finament calcificada està coberta de línies marrons ondulades, creuades amb altres dues línies espirals. La longitud de la closca és de 12 a 17 mil·límetres, sent la màxima registrada és de 17.
El cos gran i acolorit és blau amb taques blanques. El marge del peu té una línia blava difusa.

## Habitat
Les profunditats mínima i màxima registrades són 0 i 5 metres, respectivament. Viu en substrats tous i a les zones de gespa algal dels esculls rocosos.

## Alimentació
Aquest caragol s'alimenta de cucs poliquets cirratulínids. Les toxines d'aquests cucs s'incorporen als teixits del caragol i després s'utilitzen per a la pròpia defensa.

## Curiositats
El 2023 fou un dels cinc finalistes del certamen Mol·lusc de l'any, un concurs internacional format per equips científics de tot el món per tal de seleccionar una espècie d'invertebrat a qui seqüenciar el genoma.